# Blatno (okres Louny)
Blatno (německy Pladen) je obec v okrese Louny v Ústeckém kraji. Jedná se o nejjižnější obec Ústeckého kraje. Včetně části Malměřice v obci žije 511 obyvatel.

## Historie
První písemná zmínka o vesnici pochází z roku 1253.

## Přírodní poměry
Na jihozápadním úpatí Mlýnského vrchu, pod hrází vodní nádrže Blatno, se nachází drobný opuštěný lom, ve kterém se těžil biotitický granit. Hornina se svým červenavým zbarvením, způsobeným větším obsahem oxidů železa a narůžovělých vyrostlic živců, liší od tiské žuly. V místech s projevy mylonitizace jí pronikají žíly mléčně bílého křemene s mocností až jeden metr.

## Obyvatelstvo
Při sčítání lidu v roce 1921 zde žilo 383 obyvatel (z toho 184 mužů), z nichž bylo 45 Čechoslováků, 331 Němců, jeden Žid a šest cizinců. Kromě pěti evangelíků, tří židů, tří příslušníků nezjišťovaných církví a čtyř lidí bez vyznání se hlásili k římskokatolické církvi. Podle sčítání lidu z roku 1930 měla vesnice 500 obyvatel: 133 Čechoslováků, 363 Němců a čtyři cizince. Stále výrazně převažovala římskokatolická většina, ale žilo zde také 22 evangelíků, čtyři členové církve československé, tři židé a čtrnáct lidí bez vyznání.
| Obec Blatno                                                | Obec Blatno | Obec Blatno | Obec Blatno | Obec Blatno | Obec Blatno | Obec Blatno | Obec Blatno | Obec Blatno | Obec Blatno | Obec Blatno | Obec Blatno | Obec Blatno | Obec Blatno | Obec Blatno |
|                                                            | 1869        | 1880        | 1890        | 1900        | 1910        | 1921        | 1930        | 1950        | 1961        | 1970        | 1980        | 1991        | 2001        | 2011        |
| ---------------------------------------------------------- | ----------- | ----------- | ----------- | ----------- | ----------- | ----------- | ----------- | ----------- | ----------- | ----------- | ----------- | ----------- | ----------- | ----------- |
| Obyvatelé                                                  | 508         | 540         | 559         | 564         | 586         | 638         | 800         | 593         | 642         | 578         | 592         | 555         | 553         | 486         |
| Místní část Blatno                                         |             |             |             |             |             |             |             |             |             |             |             |             |             |             |
| Obyvatelé                                                  | 227         | 259         | 310         | 312         | 315         | 383         | 500         | 412         | 457         | 437         | 444         | 445         | 456         | 405         |
| Domy                                                       | 33          | 41          | 47          | 57          | 59          | 70          | 103         | 118         | 142         | 99          | 105         | 110         | 122         | 124         |
| Data z roku 1961 zahrnují i domy z místní části Malměřice. |             |             |             |             |             |             |             |             |             |             |             |             |             |             |

## Části obce
- Blatno
- Malměřice

## Doprava
Na východním okraji vesnice se kříží železniční trať Plzeň–Žatec s tratí Rakovník – Bečov nad Teplou. Nachází se zde stanice Blatno u Jesenice.

## Pamětihodnosti
- Kostel svatého Michaela archanděla
- Socha Panny Marie Immaculaty
- Portál sklepu v hospodářském objektu čp. 11
- Dub pod Blatenským svahem – poblíž hřbitova, pod lesem[9]

## Galerie

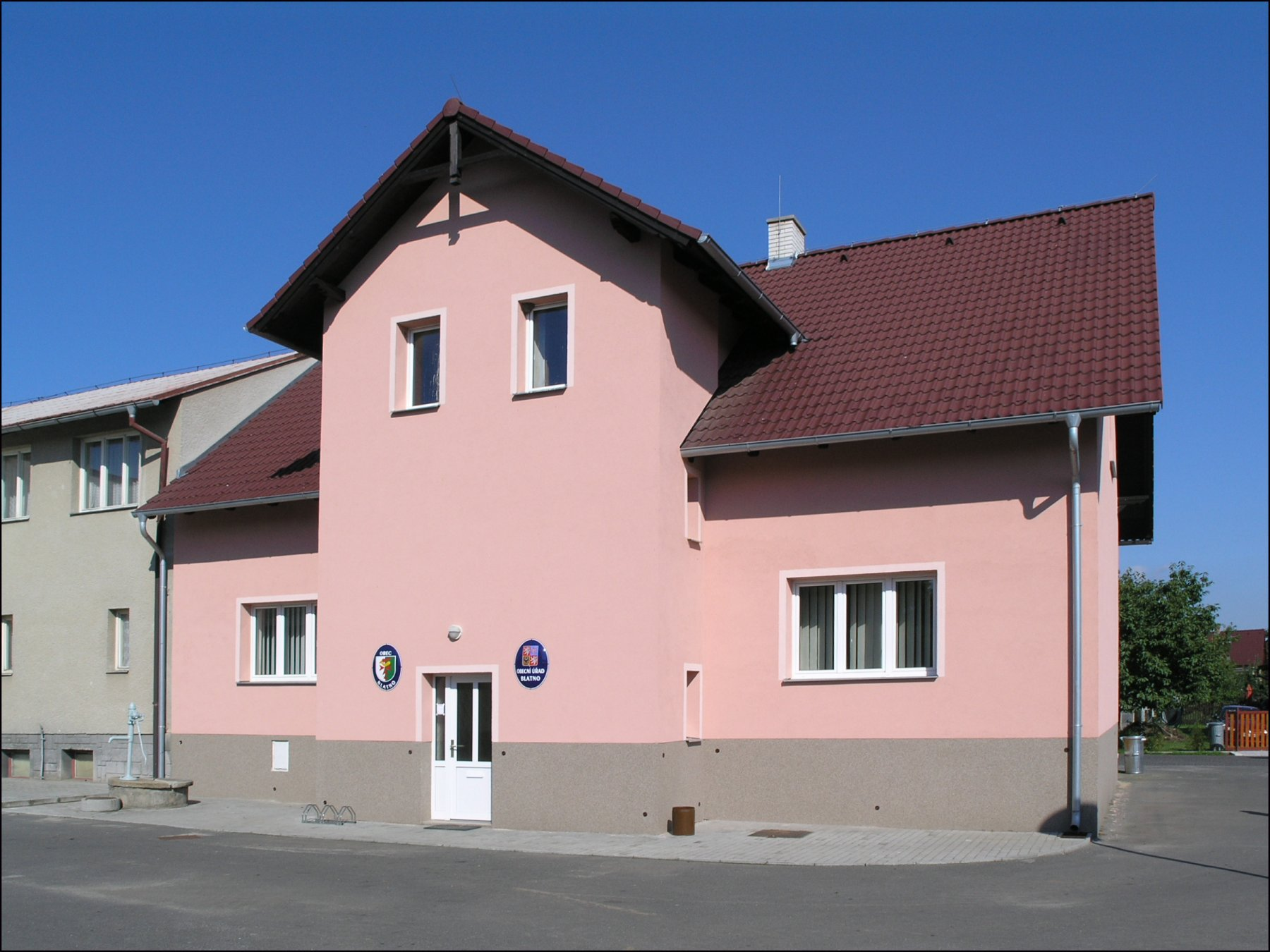
Obecní úřad
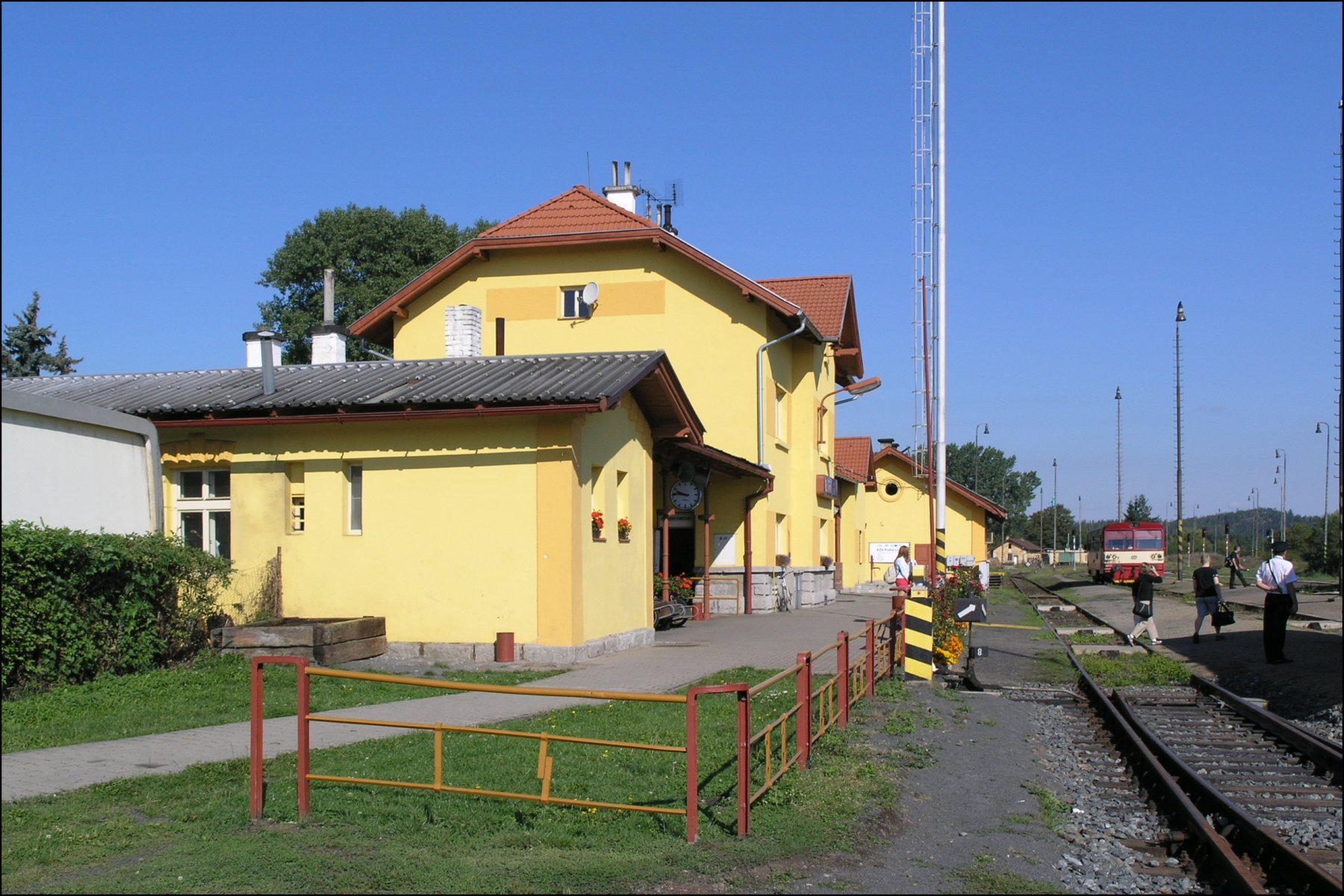
Nádraží
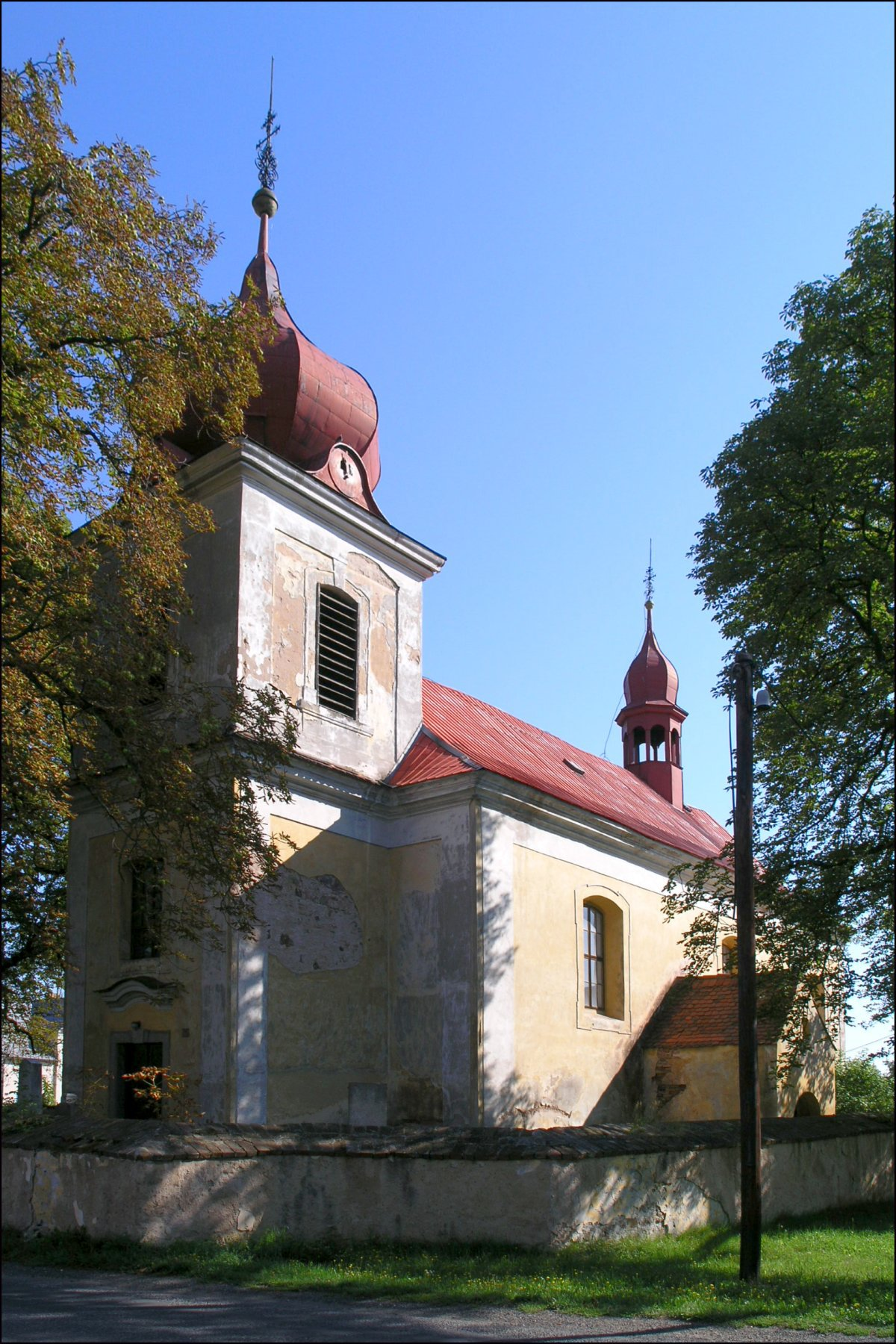
Kostel svatého Michala
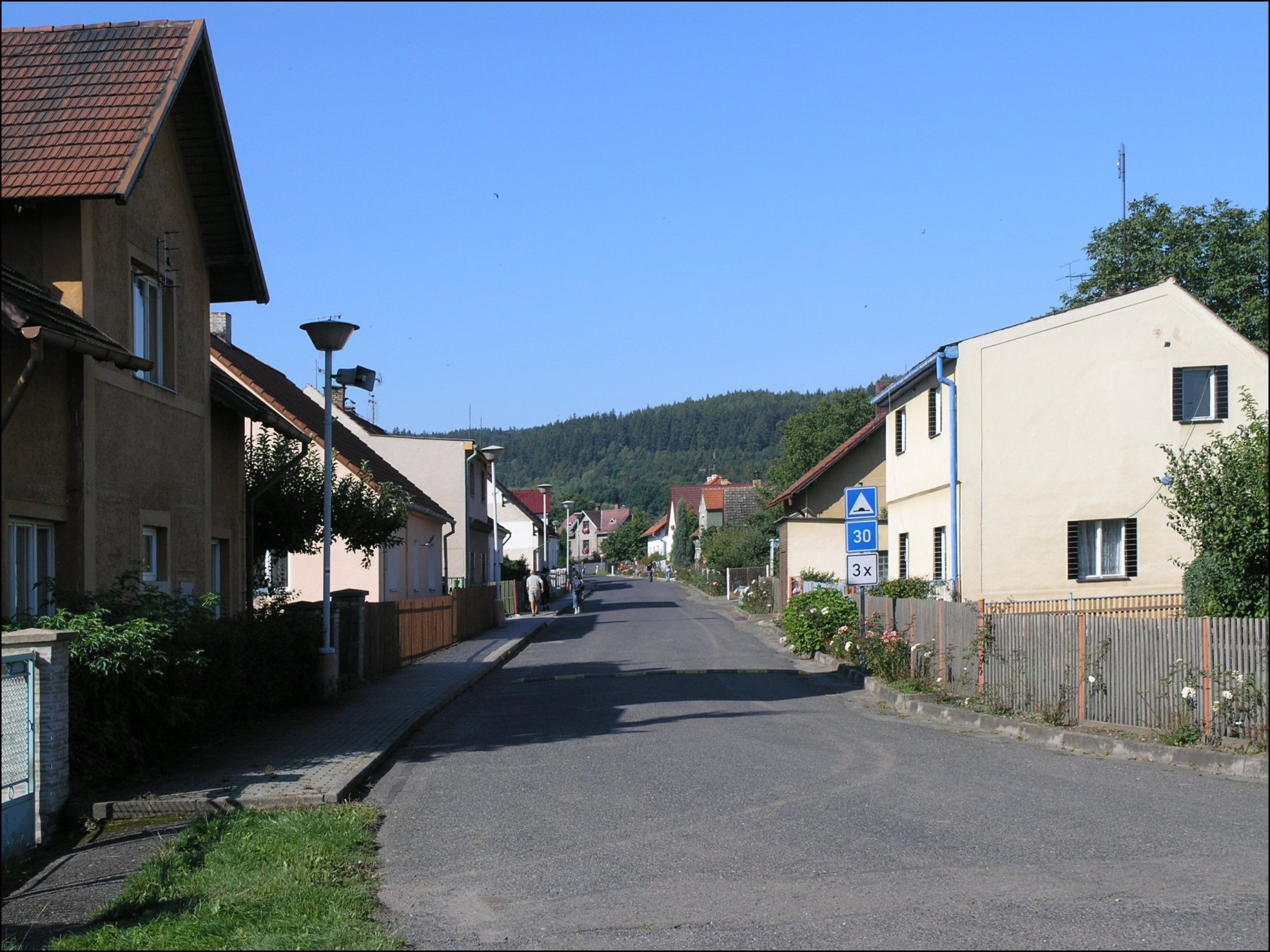
Jedna z ulic
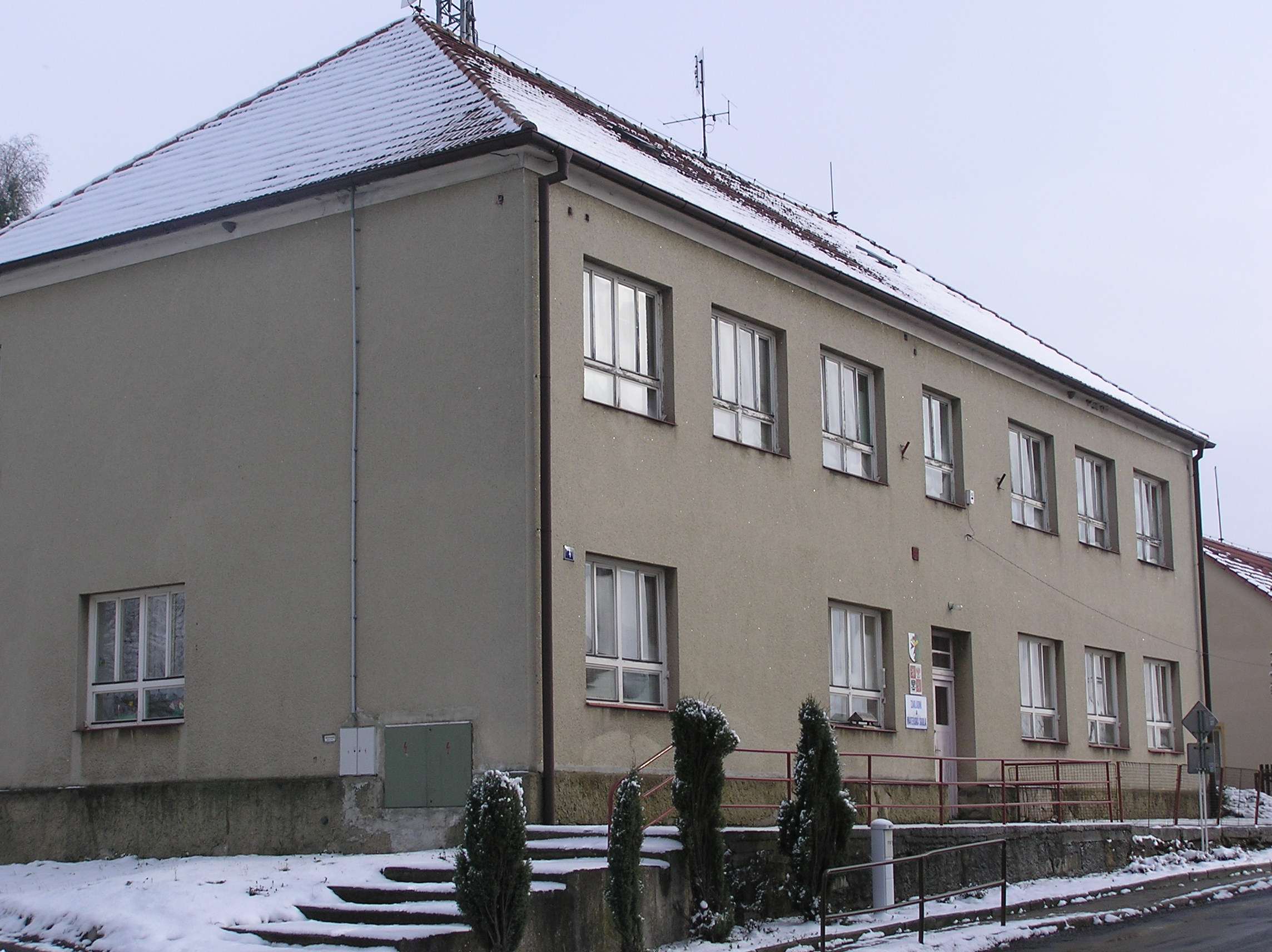
Škola